# Nebulosa da Tarântula
A Nebulosa da Tarântula (também conhecida como 30 Doradus ou NGC 2070) é uma região HII na Grande Nuvem de Magalhães, localizada na constelação de Dorado. Ela foi inicialmente considerada uma estrela, mas em 1751 Nicolas Louis de Lacaille identificou-a como uma nebulosa. Está a uma distância de cerca de 49 kiloparsecs (160 mil anos-luz) da Terra.
A Nebulosa da Tarântula é a maior e mais massiva região de formação estelar conhecida no Grupo Local, com um diâmetro de cerca de 200 parsecs (650 anos-luz). Apesar de ter uma magnitude aparente de 8, é um objeto extremamente luminoso, e se estivesse tão perto da Terra quanto a Nebulosa de Órion, cobriria uma área de 60 luas cheias no céu e seu brilho seria suficiente para causar sombras.
Em seu centro, está localizado o aglomerado estelar R136, que produz grande parte da energia que torna a nebulosa visível. R136 é um jovem aglomerado (idade de 1-2 milhões de anos) de estrelas extremamente quentes e luminosas, a maioria de classe espectral O3. A massa estimada do aglomerado é de 450 000 massas solares, sugerindo que ele se torne um aglomerado globular no futuro. Essa nuvem de gás e poeira, assim como as muitas estrelas jovens e massivas que a cercam, é o laboratório perfeito para estudar a origem de estrelas massivas.
Além de R136, a Nebulosa da Tarântula contém um aglomerado estelar mais velho, catalogado como Hodge 301, com uma idade de 20–25 milhões de anos. Estima-se que pelo menos 40 estrelas desse aglomerado já explodiram em supernovas, o que provavelmente é a causa de movimentos violentos de gás e emissão de raios-X na região do aglomerado.
A supernova mais próxima já detectada desde a invenção do telescópio, Supernova 1987A, ocorreu nos arredores da Nebulosa da Tarântula.

## Galeria de imagens

A Nebulosa de Tarântula revela uma paisagem cósmica de aglomerados de estrelas, nuvens de gás brilhantes e os restos dispersos de explosões de supernovas.[10]
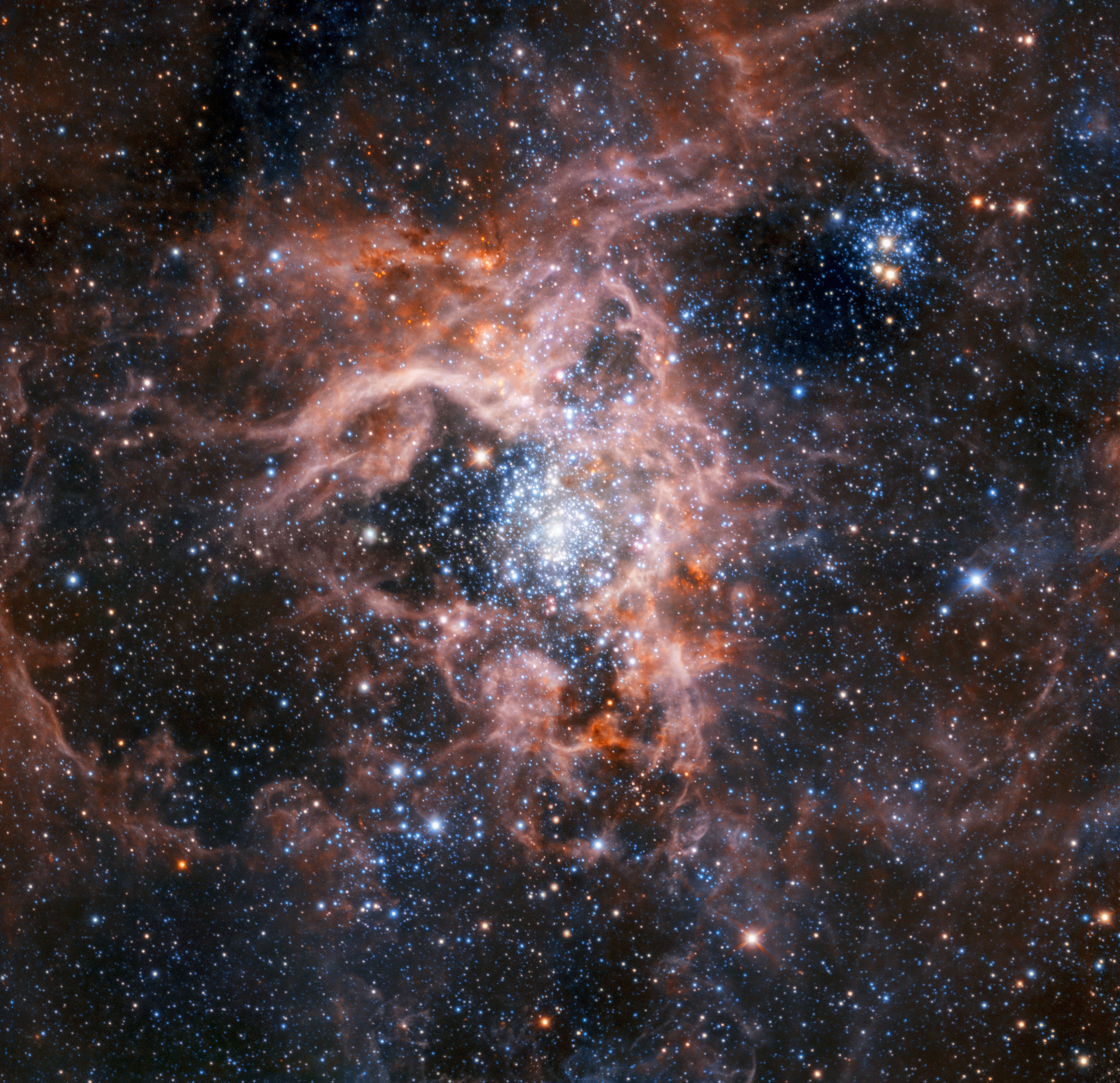
A região da Nebulosa da Tarântula fotografada com HAWK-I com o Adaptive Optics Facility.
Vista panorâmica do Hubble de uma região formadora de estrelas no super aglomerado de estrelas, chamada R136.
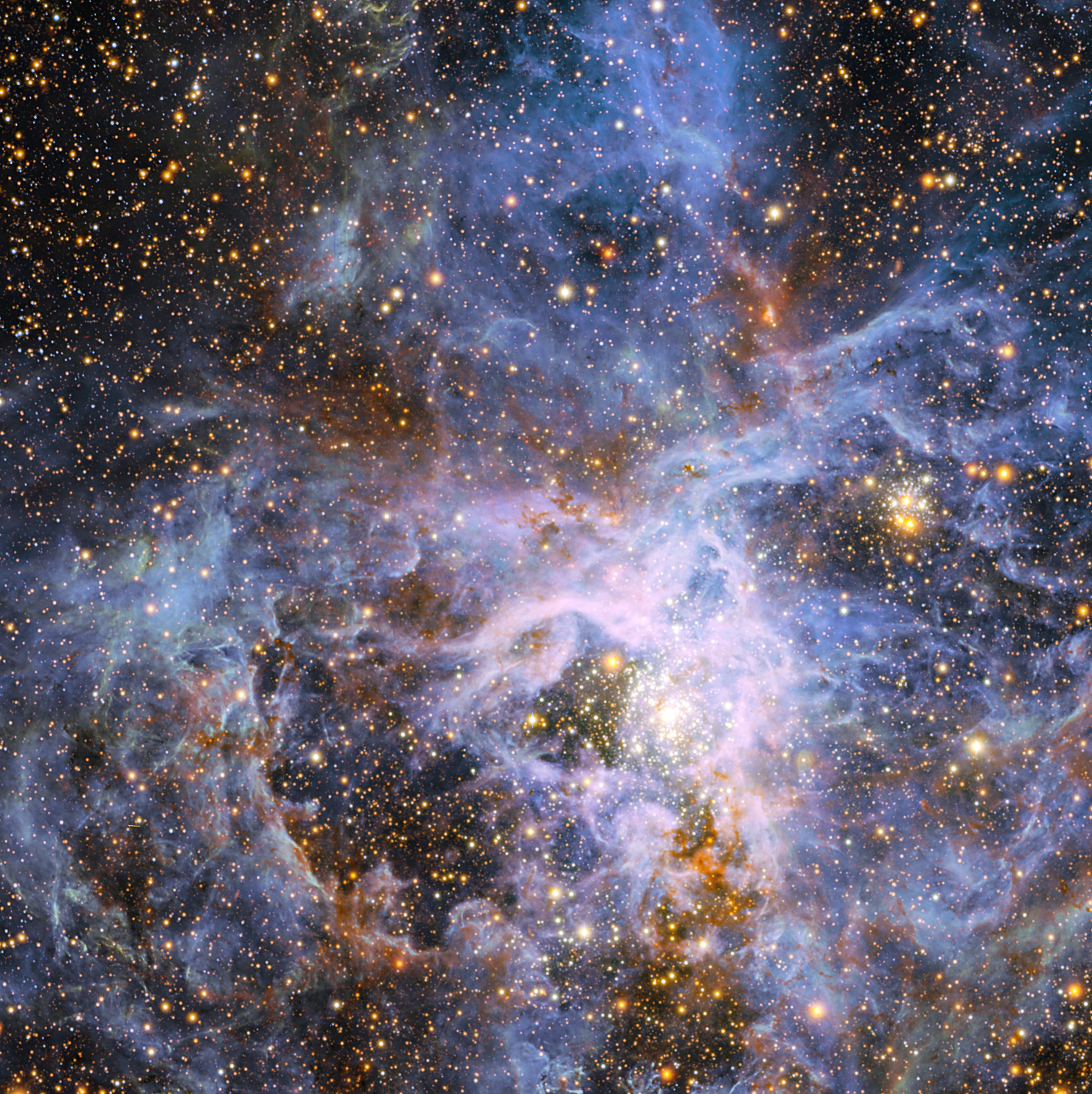
Estrela brilhante VFTS 682 na Grande Nuvem de Magalhães.
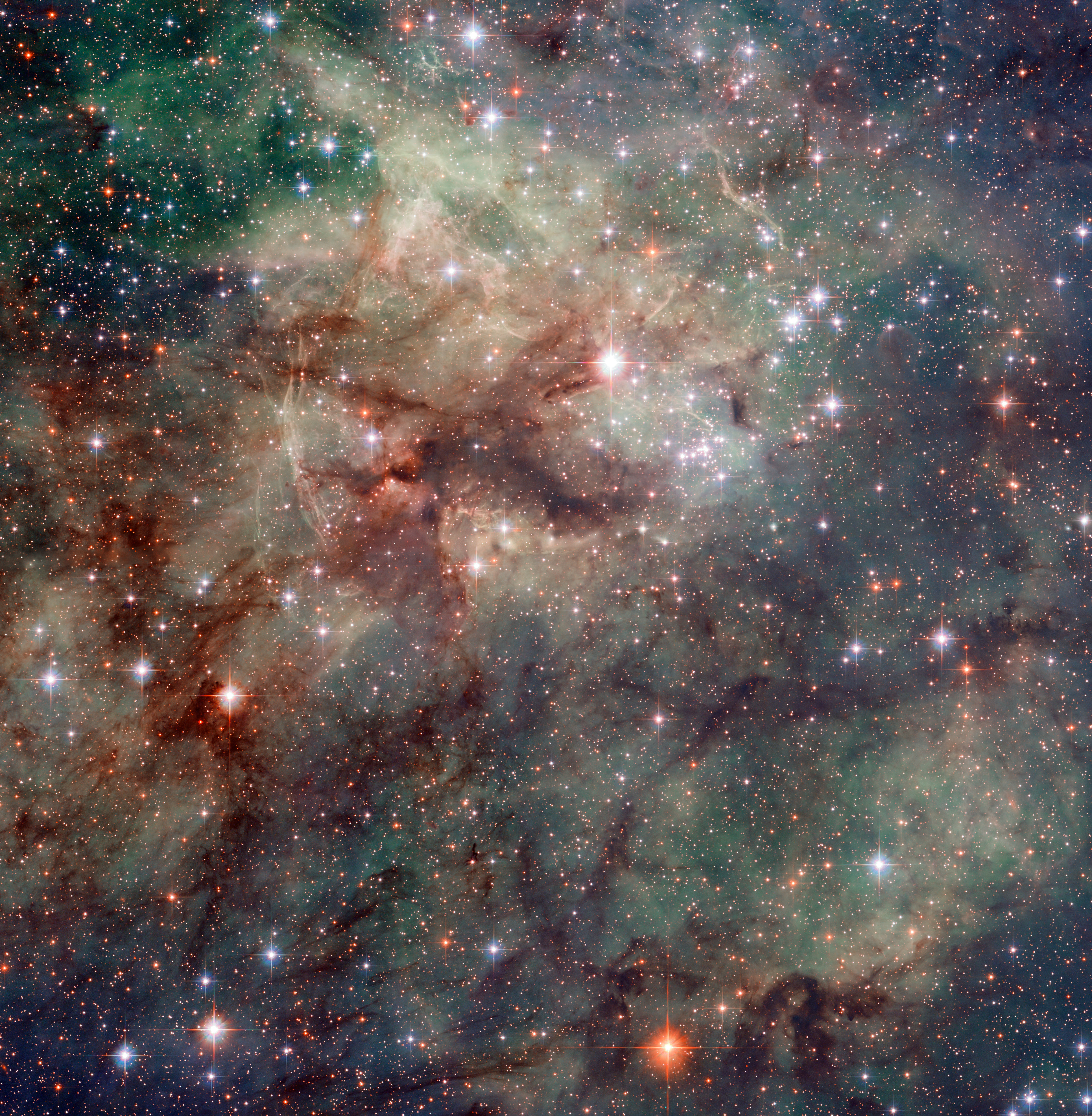
Close-up da nebulosa da tarântula.
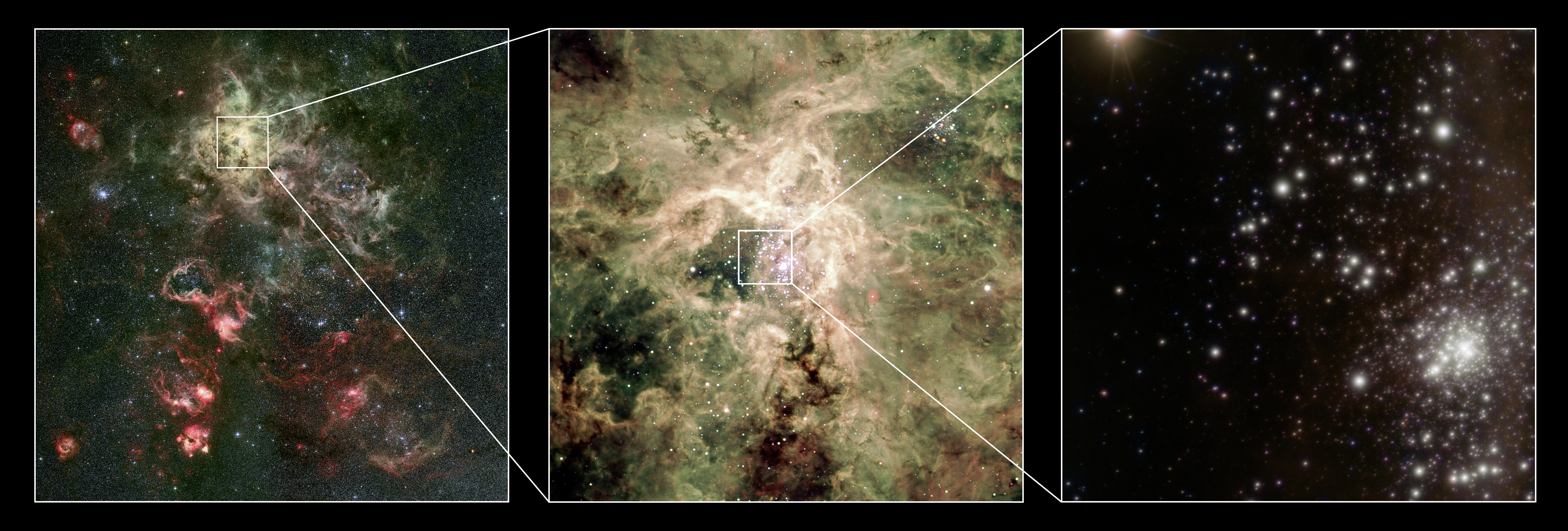
O jovem aglomerado RMC 136a.
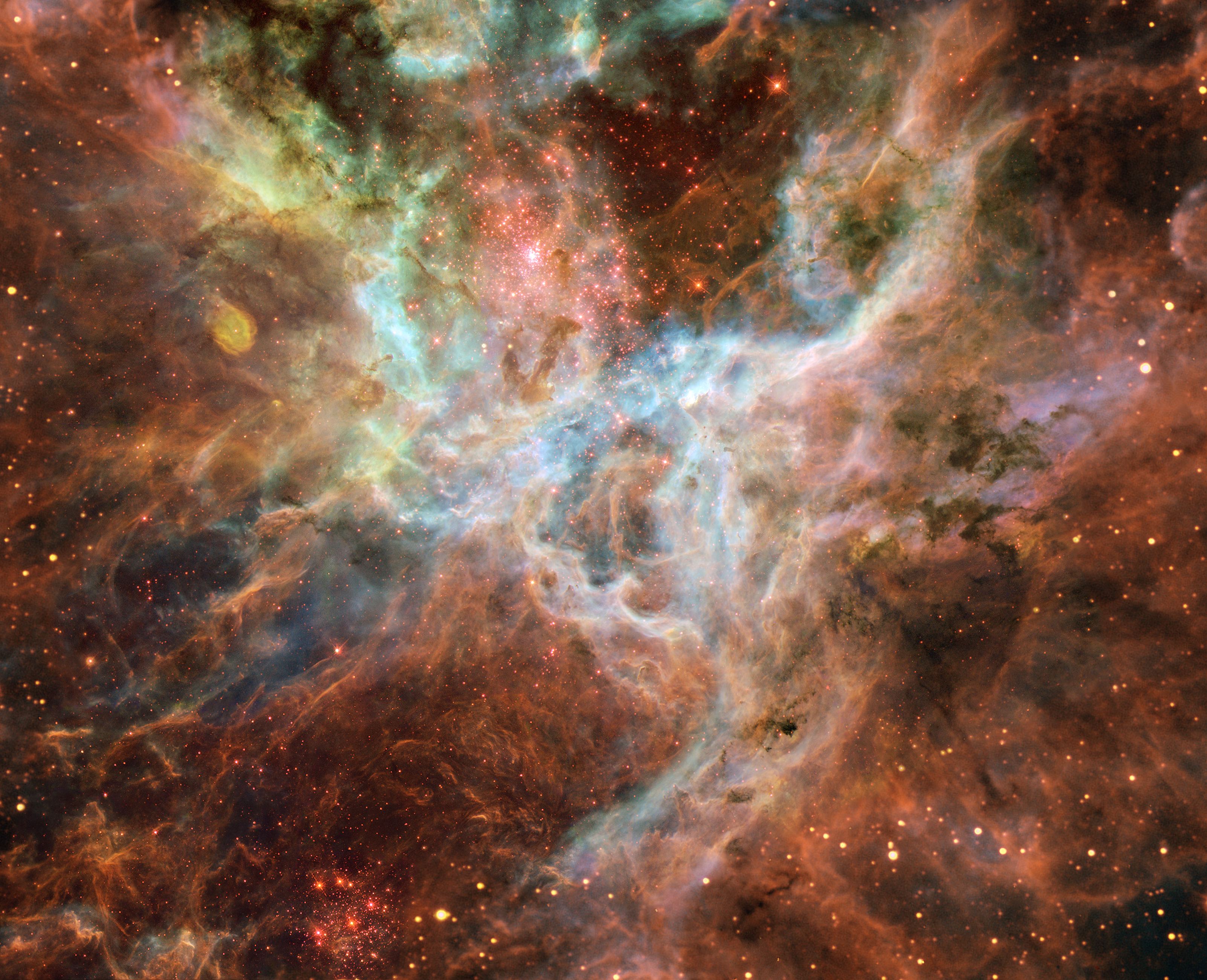
Região central da nebulosa Tarantula - um mosaico de 15 imagens feitas pelo Hubble.
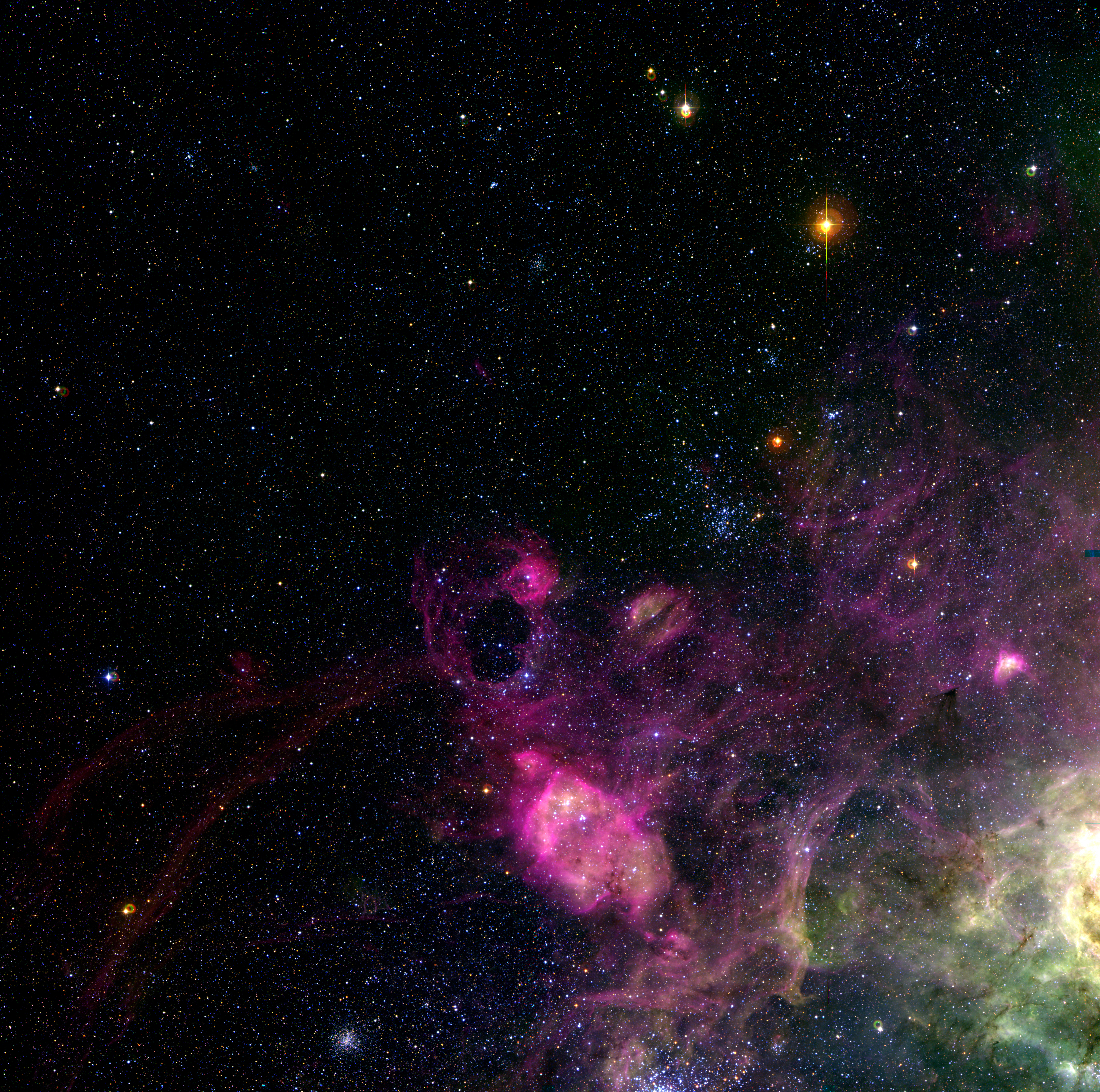
Região LMC perto da Nebulosa Tarântula.
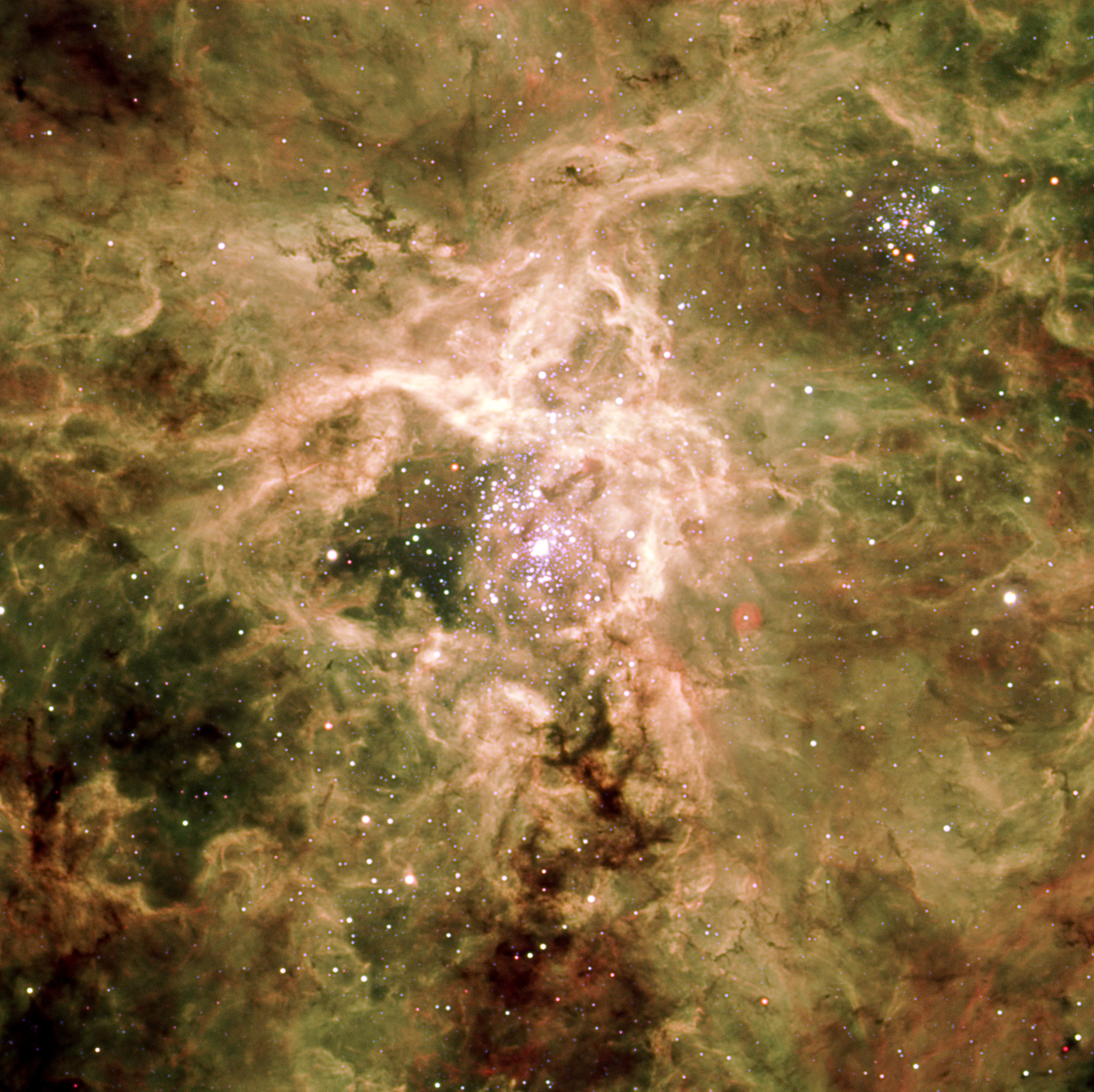
Coração da nebulosa da tarântula: R136 está localizado no centro da imagem, enquanto o Hodge 301 está no canto superior direito.
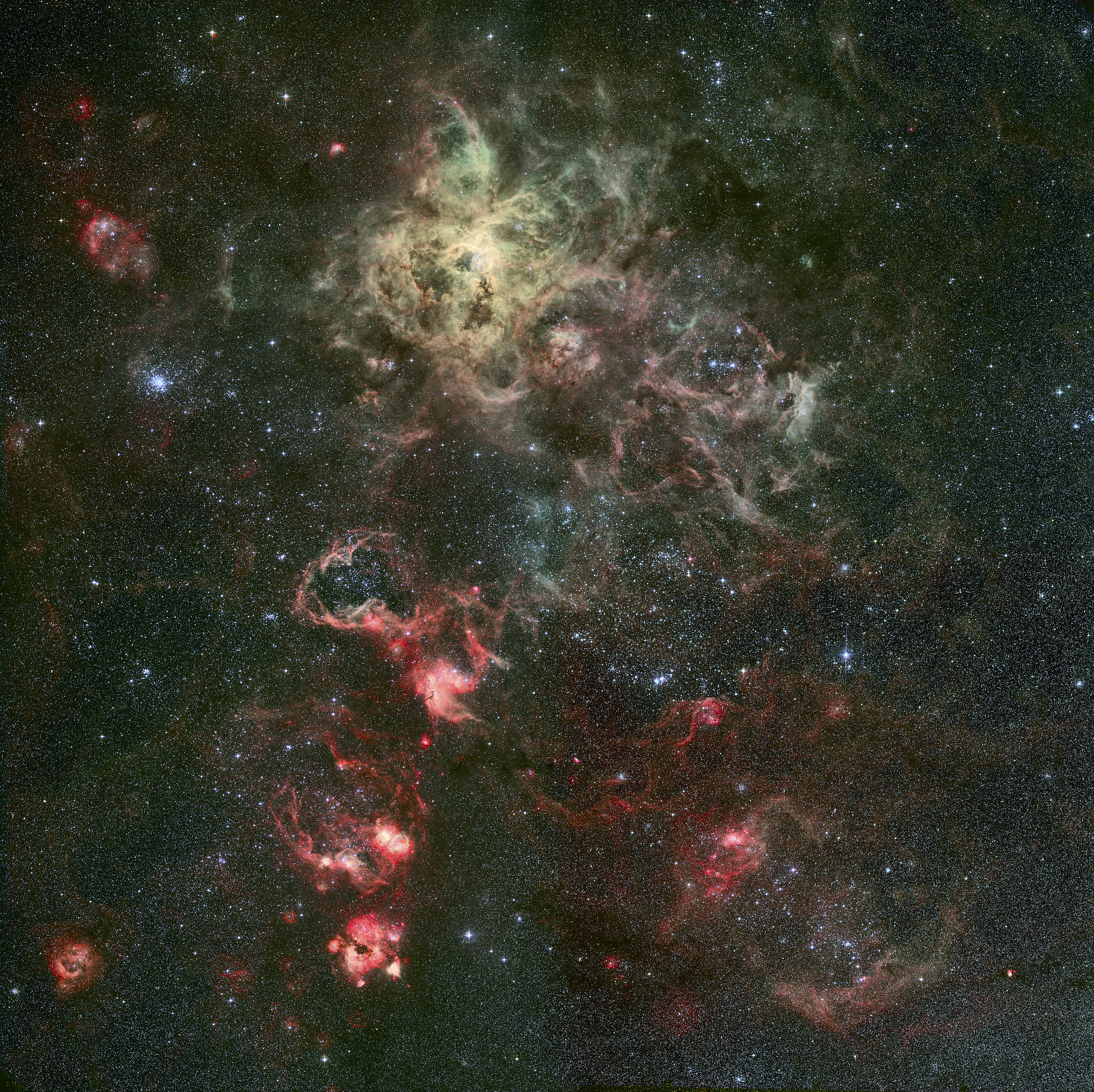
Nebulosa da Tarântula e seus arredores.
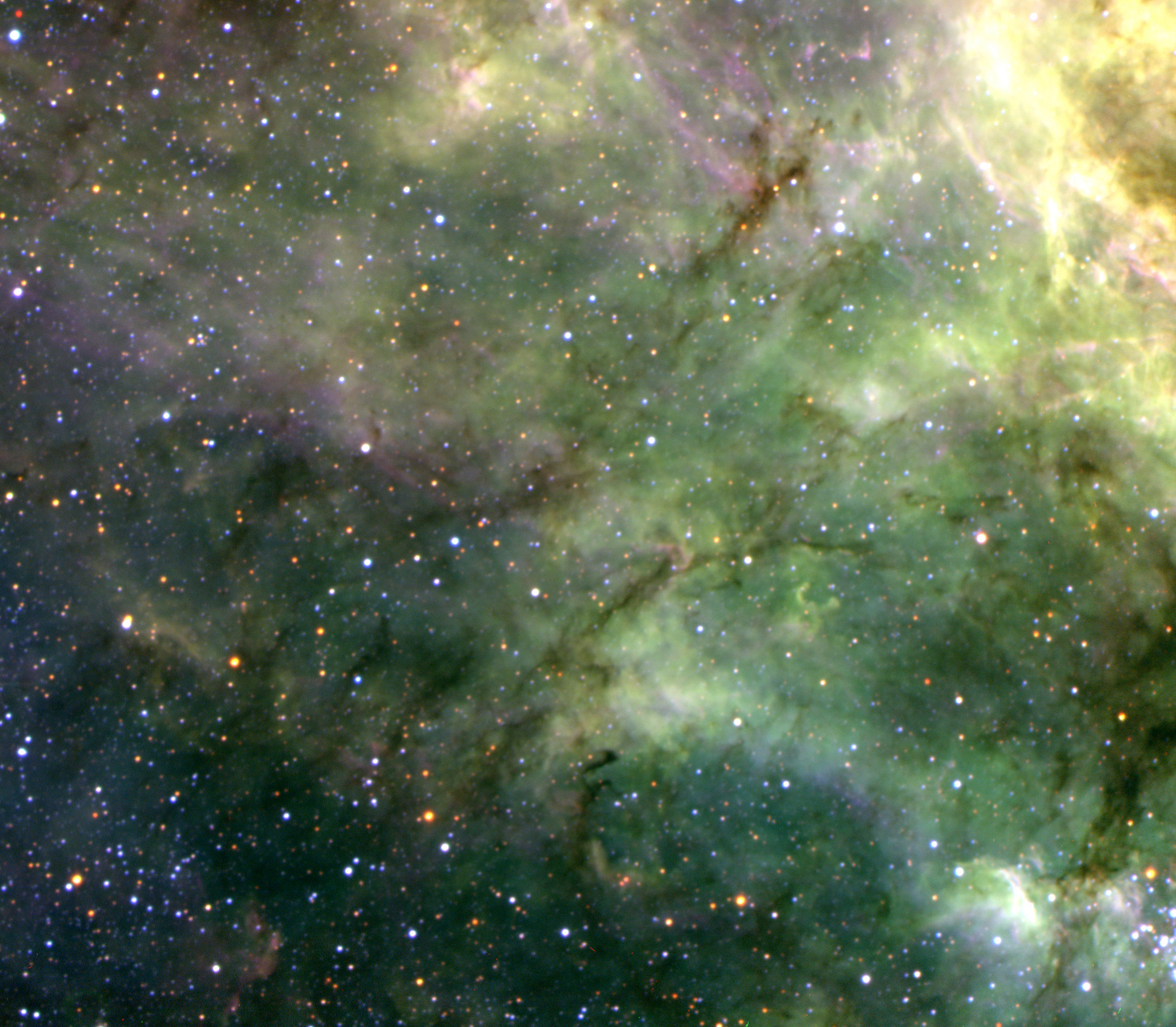
Filamentos na nebulosa da tarântula no LMC.
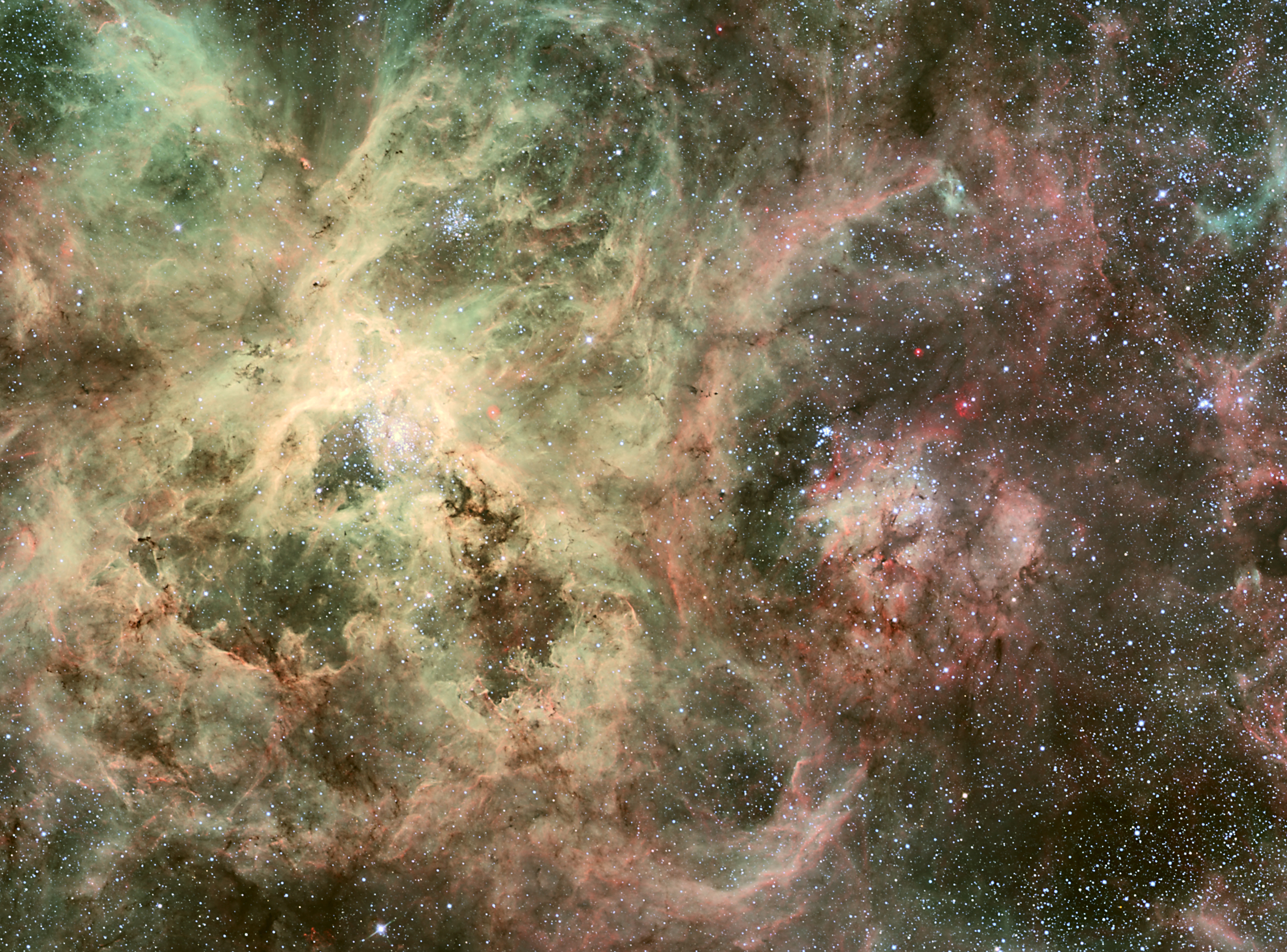
A nebulosa pode ser vista no centro desta imagem.
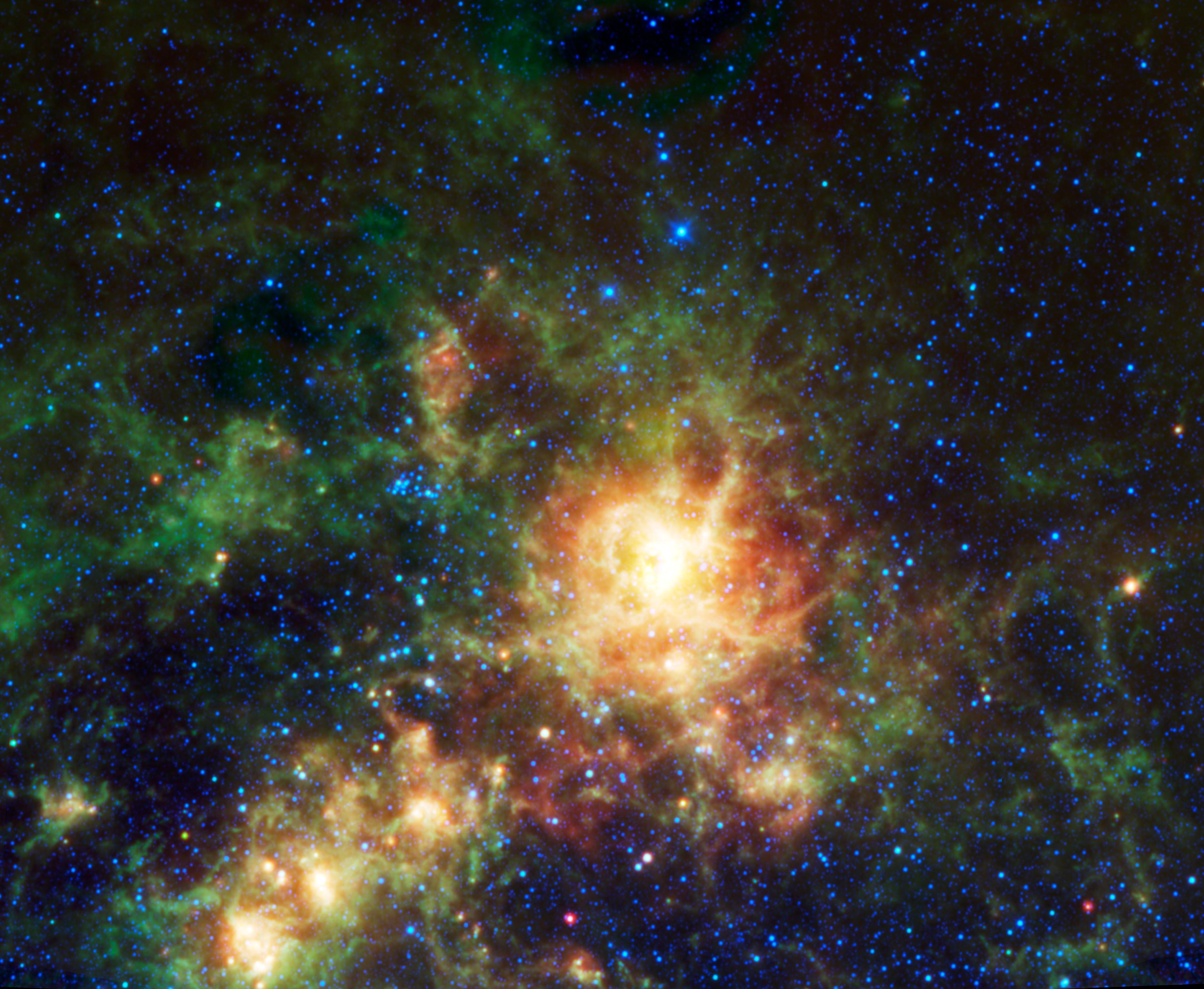
Nebulosa da Tarântula vista pelo WISE.
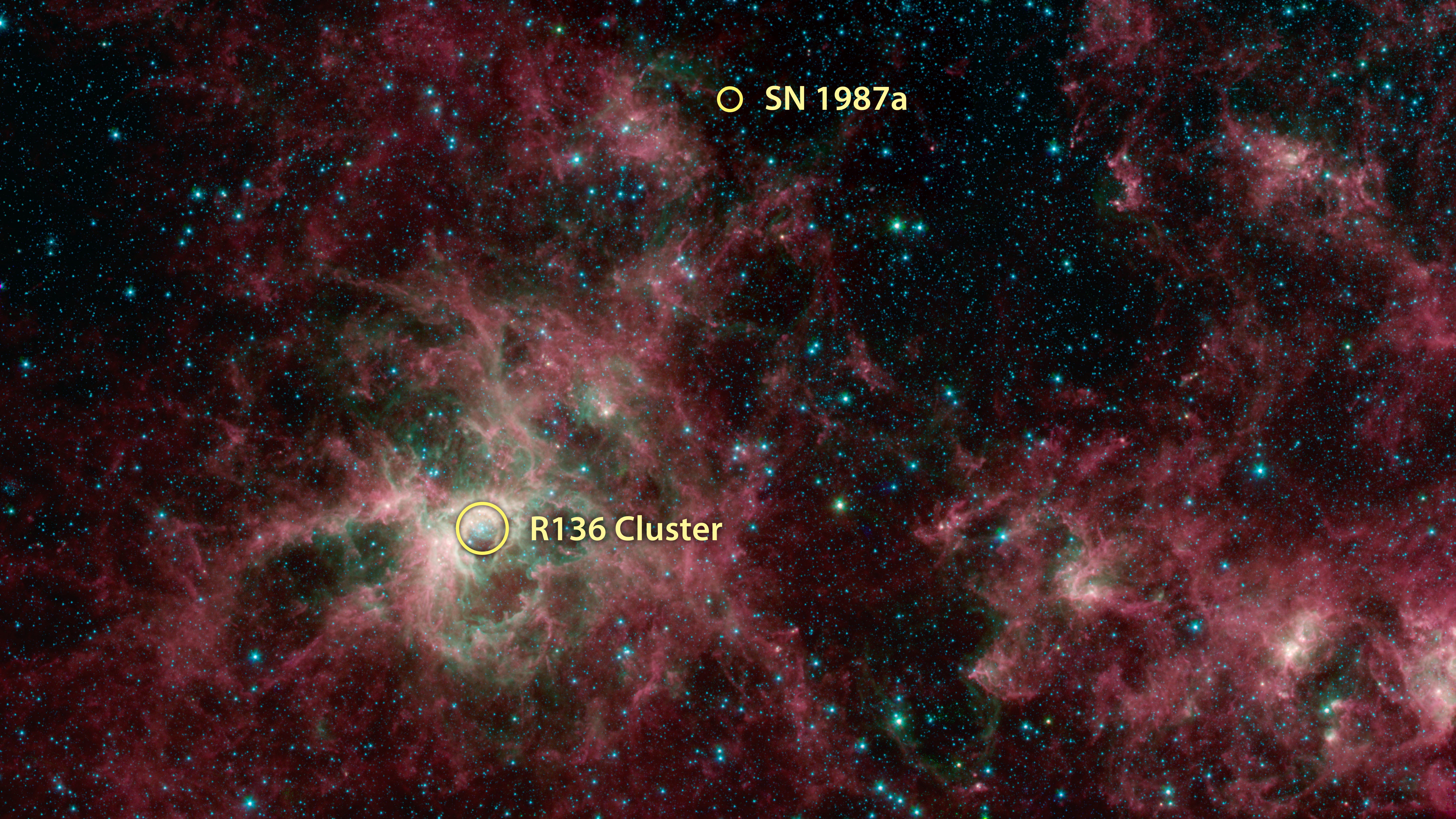
Nebulosa da Tarântula (Spitzer Space Telescope; Janeiro de 2020).